# Moore (Texas)
Moore é uma Região censo-designada localizada no estado norte-americano do Texas, no Condado de Frio.

## Demografia
Segundo o censo norte-americano de 2000, a sua população era de 644 habitantes.

## Geografia
De acordo com o United States Census Bureau tem uma área de
80,9 km², dos quais 80,9 km² cobertos por terra e 0,0 km² cobertos por água. Moore localiza-se a aproximadamente 202 m acima do nível do mar.

## Localidades na vizinhança
O diagrama seguinte representa as localidades num raio de 24 km ao redor de Moore.